# Église de Toutes-les-Nations
L’église de Toutes-les-Nations (également appelée basilique de l’Agonie, Basilica Agoniæ Domini) est une église catholique située au pied du mont des Oliviers à Jérusalem, au lieu-dit « Gethsémani ». Construite de 1922 à 1924, elle renferme le rocher au pied duquel, selon la tradition, Jésus pria durant son agonie, avant son arrestation (Luc 22 :41)

## Histoire
L’église actuelle est édifiée sur les fondations successives de deux autres. Une basilique byzantine du IVe siècle est détruite par un tremblement de terre en 746. Une robuste chapelle des croisés (XIIe siècle) est abandonnée en 1345.
En 1920 des travaux préliminaires de fondation (deux mètres sous la chapelle des croisés) mettent au jour une colonne et de magnifiques mosaïques de l’ancienne basilique byzantine. Les travaux sont interrompus pour permettre des fouilles approfondies et étendues. Les plans de l’église moderne sont modifiés pour y intégrer les mosaïques byzantines. Les travaux durent deux ans : l’église est consacrée et dédiée à toutes les nations, en juin 1924.

## «Toutes les Nations»

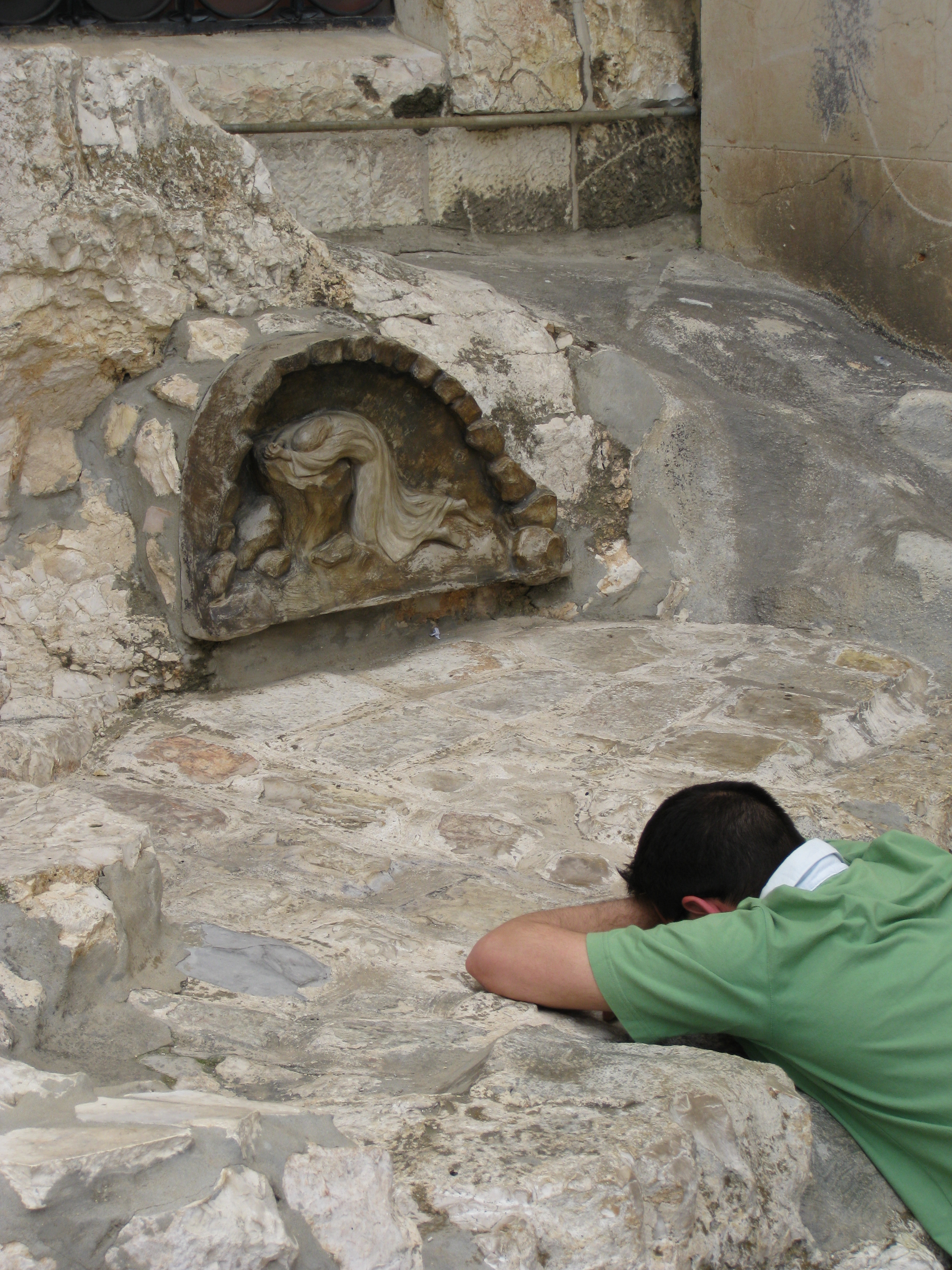
Prière dans le jardin de l'agonie.

Ce titre particulier est donné à l’église parce que les fonds récoltés pour sa construction viennent d’un grand nombre de pays. Les blasons des pays donateurs sont incorporés aux vitraux du plafond, chacun dans une niche séparée. Les pays représentés sont ainsi (en plusieurs groupes géographiques): l’Argentine, le Brésil, le Chili et le Mexique ; l’Italie, la France, l’Espagne et le Royaume-Uni ; la Belgique, le Canada, l’Allemagne et les États-Unis. Les mosaïques des absides sont des dons de l’Irlande, la Hongrie et la Pologne. Et pour terminer: la couronne d’épines qui entoure le rocher de l’agonie est un don de l’Australie.
De minces colonnes divisent l’espace intérieur en une nef flanquée de deux bas-côtés. Le narthex de la basilique est surmonté d’un fronton orné d’une large mosaïque moderne montrant Jésus-Christ comme médiateur entre Dieu et les hommes. Il est soutenu par trois colonnes corinthiennes. L’impression générale est nettement celle d’une basilique byzantine (sans péristyle extérieur). L’architecte de l’église est l’Italien Antonio Barluzzi.
Le site, et en particulier le jardin de Gethsémani attenant à la basilique, est 'œcuménique', c'est-à-dire fréquenté par des chrétiens de différentes confessions. 
Comme beaucoup d’autres lieux saints en Terre sainte, la gestion et l’entretien de cette basilique sont entre les mains des franciscains (la Custodie franciscaine de Terre Sainte).